# Elaphoglossum concinnum
Elaphoglossum concinnum är en träjonväxtart som beskrevs av John T. Mickel. Elaphoglossum concinnum ingår i släktet Elaphoglossum och familjen Dryopteridaceae. Inga underarter finns listade.